# Gautama Sziddhártha családja
Gautama Sziddhártha – a történelmi Buddha – a hagyomány szerint a ksatrija varna család sarjaként született i. e. 563 körül, a mai Nepál területén, Lumbini mellett. Apja Suddhódana, a sákja klán királya volt, Kosala állam területén. Édesanyja Májá királynő volt. Miután Májá a szülés utáni hetedik napon meghalt, Sziddhártha herceget édesanyja húga nevelte fel Mahá Padzsápatí Gótamí.
A páli nyelvű szuttákban a Buddha gyermek- és ifjúkoráról szinte semmilyen leírás nem található, ő maga annyit említett ezzel kapcsolatban, hogy gazdag fiatalember volt, akit elborzasztott az öregség, betegség és halál, mert belegondolt, hogy ezek vele is megtörténnek majd. Nem beszélt arról, hogy apja meg akarta óvni ezektől a szenvedést kiváltó dolgoktól, és hogy a palotából kikocsizva szembesült velük, de még arról sem, hogy uralkodói család sarja lett volna. Nem beszél feleségről, gyermekről, sőt arra tett utalást, hogy ekkor még a szüleivel élt (bár a későbbi hagyomány szerint édesanyja a gyermek Sziddhártha születése után nem sokkal elhunyt). 
1. "Később, még mindig fiatalon, fekete hajú fiatal férfiként, áldott fiatalsággal, életem virágjában, bár édesanyám és édesapám másként akarta és könnyeket hullajtott, leborotváltam hajamat és szakállamat, sárga ruhát öltöttem, és elhagyván otthonomat, otthontalanságba távoztam." (Arijaparijészana-szutta 26., A nemes keresés)
2. "…még ifjúkorom virágjában, fejemen fényes fekete hajjal, boldog fiatalság gyönyörét élvezve, férfikorom elején, síró és jajveszékelő szüleim akarata ellenére, hajamat és szakállamat lenyírva, sárga ruhát öltve, otthonomból az otthontalanságba távoztam…" (Mahászaccsaka-szutta 36., A felébredés története)[1]

## Májá – anyja
Máját feleségül adták Suddhódanához, a kapilavasztui sákja klán királyához, aki egyben az unokatestvére is volt. Májá édesapja Dévadaha királya volt.

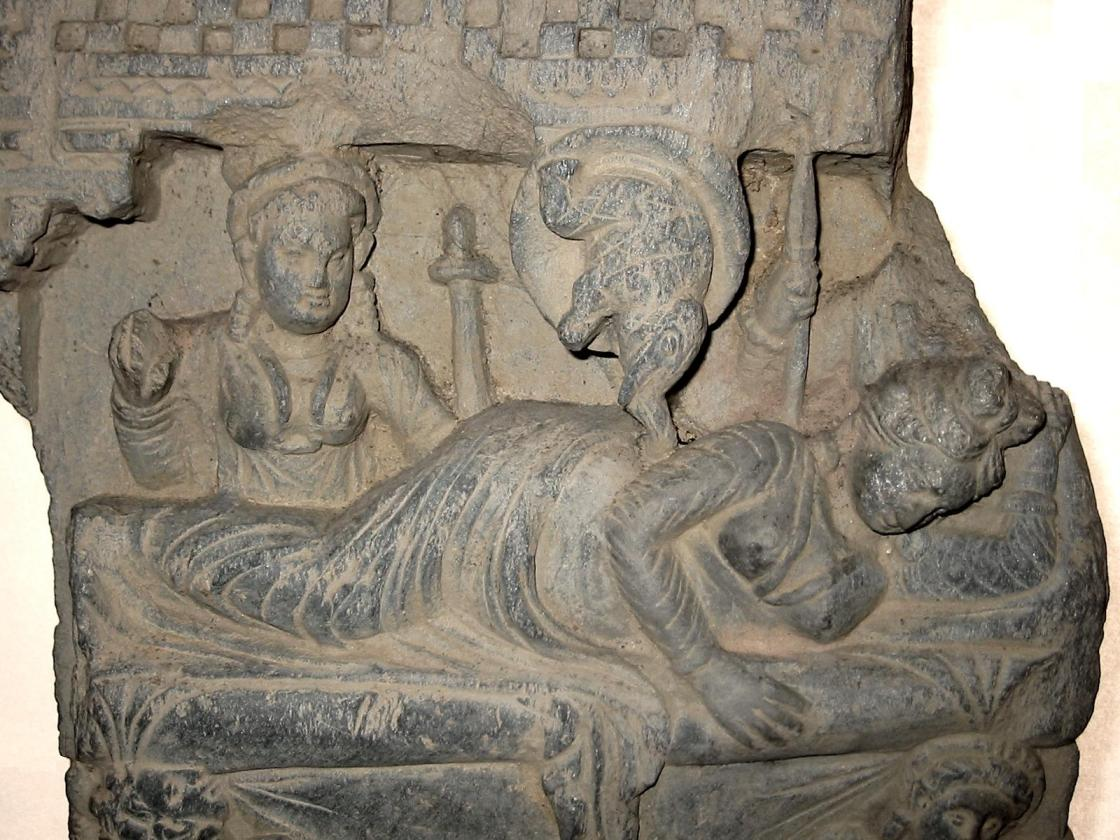
Májá királynő fehér elefántos álma és a Buddha fogantatása. Gandhára, 2-3. század.

Májának és Suddhódhanának húsz évig nem volt gyermekük. A legenda szerint egy teliholdas éjjelen a palotában a királynőnek volt egy élénk álma. Úgy érezte, hogy elcipelte őt négy déva (lélek) a Himalájában lévő Anotatta-tóhoz. Miután a tóban megfürösztötték és felöltöztették mennyei öltözékekbe, beparfümözték és beborították isteni virágokkal. Röviddel ezután egy fehér elefánt jelent meg, fehér lótusz virággal a törzsén, háromszor megkerülte Máját, majd a jobb oldala felől behatolt a méhébe. Ezután az elefánt eltűnt és a királynő felébredt, megértvén, hogy fontos üzenetet kapott, mivel az elefánt Indiában a nagyság szimbóluma.
A buddhista hagyomány szerint a leendő Buddha bódhiszattvaként várakozott a Tusita mennyországban, és úgy döntött, hogy fehér elefántként fog még utoljára egyszer újjászületni. Májá végül i. e. 563 körül adott életet Sziddhárthának. A terhesség tíz holdhónapig tartott. A szokásoknak megfelelően a királynő visszatért szüleihez a szülés idejére. Az úton kiszállt a gyaloghintójából, hogy rövid sétát tegyen a lumbini park gyönyörű virágoskertjében található szálafa (Shorea robusta) alatt – amit gyakran összetévesztenek az Hindu asókafával (Saraca asoca). Májának nagyon tetszett a hely és ott szülte meg gyermekét állva, egy szálfa ágába kapaszkodva. A legenda szerint Sziddhártha herceg Májá jobb oldalán át látta meg a napvilágot. Április nyolcadik napja volt. Egyesek szerint legelőször a Puszkarini kis tóban fürösztötte meg a csecsemőt. De a legenda szerint a dévák esőt küldtek, hogy lemosdassák az újszülöttet.
A tudósok egyetértenek abban, hogy a buddhista irodalmak többsége szerint Májá a szülést követő hetedik napon hunyt el, amelyet követően a Tavatimsza mennyországban született újra, ahol a Buddha később megtanította neki az Abhidharmát. Húga, Mahá Padzsápatí Gótamí vált a gyermek nevelőanyjává.

## Suddhódana – apja

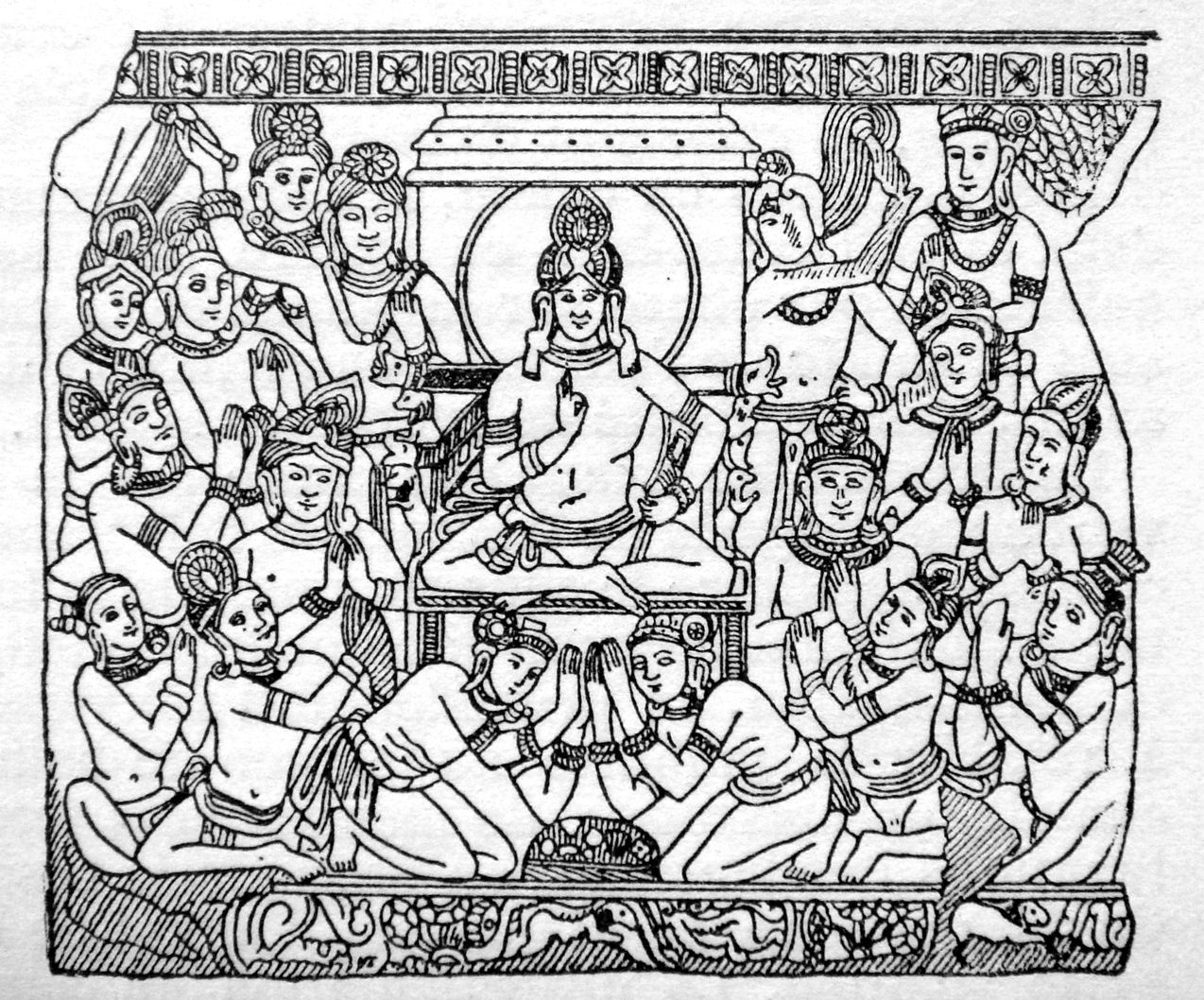
Sudhódana király és udvara.

A Suddhódanával kapcsolatos információk többsége buddhista legendákból és egyéb vallási szövegekből ismert. Ezek alapján ő a sákja klán uralkodója volt, amely Kosala állam területén volt, az ősi India északi határánál. Annak ellenére, hogy a buddhista irodalom szerint örökölte trónját, ma már úgy tekintik, hogy a törzsi szövetség választotta uralkodónak. Suddhódana apja Szinahana szintén a sákják királya volt.
Suddhodanát nagyon emésztette a bánat, hogy a fia elhagyta a palotát és ennek megfelelően nagy erőfeszítéseket tett, hogy vissza hívja a tékozló fiút. Úgy tartják, hogy miután annak híre jött, hogy a herceg megvilágosodott, tízezer futárt küldött után, akik azonban többé nem tértek vissza a palotába, mind Buddha követőivé váltak. Suddhódana ezután Buddha egyik barátját, Kaludajit küldte érte, hogy hozza vissza, azonban Kaludajiból is szerzetes vált. Azonban sikerült neki legalább látogatóba vissza csalni Buddhát a szülőföldjére. Látogatása során alamizsnát gyűjtögetett éppen, amikor apja ezt meglátta és mélységesen felháborodott. Suddhódanának nem tetszett, hogy fia a hagyományaikkal és szokásaikkal szemben cselekszik. Ezután a Buddha elmondta apjának a dharma tanításokat, aki ezután szintén Buddha követőjévé vált.
Apja élete végén Buddha visszatért hozzá. A halálos ágyán imádkozott hozzá, ami által Suddhódana elérte az arhat szintet és még halála előtt megvilágosodott.

## Mahá Padzsápatí Gótamí – nagynénje/nevelő anyja/az első női szerzetes
Mahá Padzsápatí Gótamí (vagy egyszerűen Mahá Padzsápatí) Szuppabuddha és Amita királyné legkisebb lánya volt. A kor szokásainak megfelelően, nővérével Májával együtt hozzáadták Suddhódana királyhoz. Miután nővére meghalt a kis buddha születése után hét nappal, ő lett a kis herceg nevelőanyja. Suddhódanának ő is szült egy fiút, Nandát. Suddhódana király halála után Mahá Padzsápatí útra kelt, hogy megkeresse Buddhát. Amikor megtalálta, megkérte őt, hogy nők is léphessenek be a szanghába apácának (bhikkhuni). Több visszautasítás után a Buddha végül beleegyezett, annak fejében, hogy a szangha elfogad nyolc további szabályt (vinaja):
- a bhikkhuni mindig mutasson tiszteletet a bhikkhu számára
- a bhikkhuni töltse mindig a varsa elvonulást ott, ahol a bhikkhuk vannak
- a bhikkhunik kérjék meg a bhikkhukat, hogy hivatalosan tanítsák őket havi két alkalommal
- a bhikkhuni vegyen részt a varsa ceremónia végén minden bhikkhuni és bhikkhu jelenlétében
- a vinaja (szabályok) komoly megszegését a bhikkhuk és bhikkhunik kezelik
- Amikor egy tanuló elvégezte a tanulmányait, a beavatáshoz meg kell kérnie mind a bhikkhukat és a bhikkhunikat
- a bhikkhuni nem vádolhat bhikkhut
- a bhikkhuni kritizálhat bhikkhunit (fegyelmi ügyekben), de bhikkhuni nem kritizálhat bhikkhut.

Mahá Padzsápatí finom anyagból készült ruhát adott Buddhának, amit az elutasított, mondván, hogy az túl kidolgozott és a szangha bomlásához vezetne. Később – még életében – Mahá Padzsápatí elérte az arhat (megvilágosodott) szintet.

## Jasódhara – felesége/unokatestvére
Jasódhara Sziddhártha herceg felesége volt, aki később azonban hátrahagyta a világi életet, és ezzel elhagyta feleségét és csecsemőkorú gyermekét is. Később Jasodará is beállt apácának és elérte az arhat tudatszintet. Jasodará anyja Sziddhártha herceg apjának, Suddhódana királynak a lánytestvére volt, és ugyanazon a napon született, mint Sziddhártha herceg. Megszokott és elfogadott volt, hogy a királyi család tagjai egymás között házasodtak. Így lett unokatestvére felesége 16 éves korában. 29 évesen fiú gyermeket szült, aki a Ráhula nevet kapta. A csecsemő születésének napján a herceg elhagyta a palotát. Miután Jasodará megtudta, hogy férje szent életet folytat, ő is levetette ékszereit és egyszerű sárga leplet öltött, és csak napi egyszer étkezett.

## Ráhula – fia
Buddha egyetlen gyermekét, Ráhulát születése napján elhagyta, ezért őt az anyja és a nagyapja, Suddhódana király nevelte fel. Hétéves korában azt kérte apjától, hogy térjen vissza városukba, Kapilavasztuba. Hét nappal később, hogy Buddha visszatért a városba, az anyja elvitte őt, hogy találkozzon az apjával. Azt mondta neki az anyja, hogy mivel az apja visszautasította a fényűző világi életet, a fiú kérje apjától az örökségét és a királyi koronát, hogy ő uralkodhasson, ha az öreg király már nem él. Apja azonban a spirituális megvilágosodása örökségét szánta neki. Magához hívta tanítványát, Száriputtát és megkérte, hogy vegye fel a fiát a szanghába növendékként. Így Ráhula lett a legelső buddhista növendék szerzetes. Ráhula később elérte a arhat szintet Buddha tanításainak jóvoltából. Ráhula hamarabb halt meg mint az apja, Száriputta és Maudgaljájana.

## Nanda – féltestvére
Nanda Buddha féltestvére volt, Suddhódana és Mahá Padzsápatí Gótamí fia. Nandát szerették volna Dzsanapadakaljani hercegnővel összeházasítani, azonban ő elmenekült és csatlakozott a szanghához. Nandát nagyon bántotta, amit tett Dzsanapadakaljanival, ezért Buddha elvitte őt Trájasztrimsába az istenek királyához, hogy találkozhasson Apszarával és Sakrával. Buddha ígért Nandának egy istennőt, ha marad a szanghában szerzetesként (bhikkhu). Nanda elfogadta Buddha ajánlatát, és elérte az arhat szintet.

## Nanda hercegnő – féltestvére
Sundari Nanda hercegnő Gautama Sziddhártha féltestvére volt. Közös apjuk Suddhódana, azonban az ő édesanyja Mahá Padzsápatí Gótamí volt, Buddha anyjának húga. Buddha megvilágosodása után belépett apácának és a dhjána (teljes meditatív felvétel) legjelesebb gyakorlójává vált. Az i. e. 6. században élt a mai Bihár és Uttar Prades állam területén, Indiában.

## Ánanda – unokatestvér/tanítvány

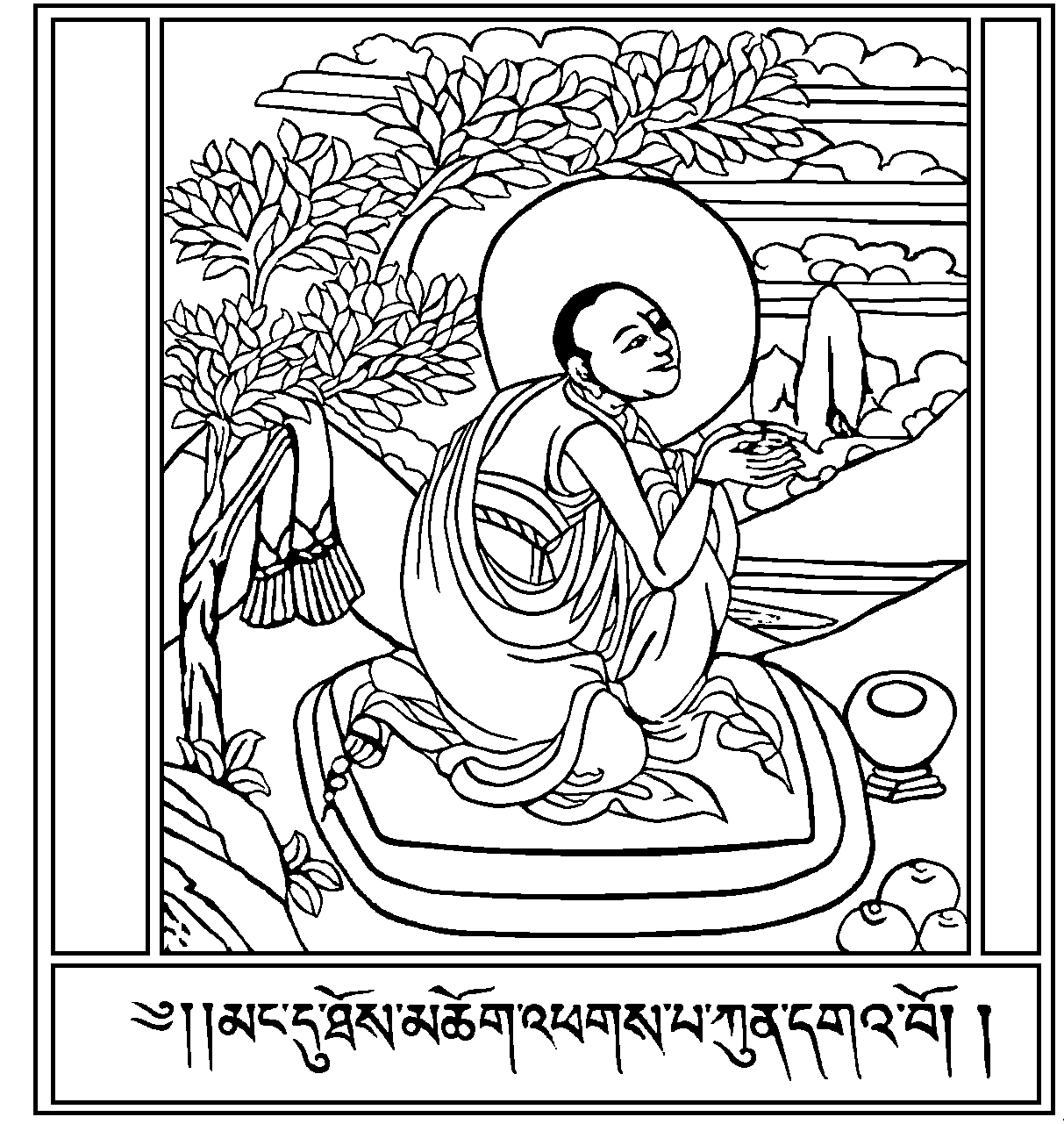
Ánanda ábrázolása

Ánanda Buddha egyik leghűbb tanítványa volt. Buddha számos tanítványa közül Ánandának volt a legkiválóbb memóriája, fejből el tudta recitálni a Buddha összes tanítását, és a Szutta-pitaka szútráinak összegyűjtését is neki tulajdonítják, amely az első buddhista zsinat alkalmával történt. Emiatt nevezték a dharma védőjének is.
A történelmi Buddha szerint minden múltbéli és jövendőbeli buddhának két fő tanítványa és egy kísérője volt illetve lesz. Buddha esetében a két tanítvány Száriputta és Maudgaljájana volt, kísérője pedig Ánanda. Ánanda egyébként Buddha első unokatestvére volt apai ágon. Buddha idejének huszadik évében vált Buddha kísérőjévé. Onnantól kezdve elkísérte őt legtöbb vándorlása során, így válhatott a feljegyzett Buddha párbeszédek első számú diktálójává. Buddha röviddel saját parinirvánája előtt is Ánandát méltatta (Maháparinibbána-szutta (DN 16)).
Az Anguttara-nikája listáján (i. xiv.), ahol a tanítványokat sorolják hosszasan, mindig valamiféle kiváló minősítésű egyedi jelzővel, Ánandát ötször említik (többször, mint bárki mást). Kiválónak nevezik magaviseletét, segítőkészségét és emlékezőképességét. Buddha néha arra kérte, helyettesítse őt a tanításban, és később az előadásról kijelentette, hogy ő sem csinálta volna másként.

## Dévadatta – unokatestvére/követője
Dévadatta volt Buddha egyik unokatestvére anyai ágon, egyes források szerint apai ágon. Testvéreivel, barátaival és borbélyával együtt belépett a buddhista közösségbe (szangha), amikor Buddha a sákja birodalom központjában, Kapilavasztuban tartott beszédet.
Egy időben Dévadatta hatalmas tiszteletben állt a szanghán belül. Állítólag Száriputta dicsőítő énekeket zengett Dévadattáról Rádzsgírban. Később Dévadatta mágikus képességekre (sziddhi) tett szert, és állítólag korrupttá vált. Új képességei birtokában Dévadatta többször is megkísérelte megölni Buddhát – úgy tartják, hogy féltékeny volt Buddha rendkívüli képességeire. Egyszer hatalmas sziklakövet görgetett a Buddha felé, másszor átszúrta a húsát, és rávett egy elefántot is, hogy rontson a Buddhának.
Dévadatta ezután megpróbálta kettéosztani a szanghát egy viszállyal, amit ő kezdeményezett. Nem sikerült neki azonban ez sem, mivel az összes átcsalt tanítvány végül visszatért Buddhához.
Dévadatta állítólag nagyon bűnbánóvá vált a Buddha felé az élete legvégén. Úgy mesélik, hogy szeretett volna elsétálni abba a kolostorba, ahol Buddha tanított, hogy bocsánatot kérjen, ám a rossz karmájának eredményeképpen elnyelte a föld, és a buddhista pokol legalsóbb világában született újra.

## Anuruddha – unokatestvér/tanítvány
Anuruddha a Buddha tanítványa és egyben unokatestvére volt. Az érzékenyként és hűségesként jellemzett Anuruddha elsajátította az „isteni látást” (dibba-csakkhu) és ezen képesség birtoklói között az egyik legkiválóbb volt. Anuruddha jelen volt Kuszinarában, amikor a Buddha meghalt (parinirvána). Ő volt az, aki legjelesebben nyugtatta a szerzetestársait.

## Mit mondanak a szutták?
A páli nyelvű szuttákban a Buddha gyermek- és ifjúkoráról szinte semmilyen leírás nem található, ő maga annyit említett ezzel kapcsolatban, hogy gazdag fiatalember volt, akit elborzasztott az öregség, betegség és halál, mert belegondolt, hogy ezek vele is megtörténnek majd. Nem beszélt arról, hogy apja meg akarta óvni ezektől a szenvedést kiváltó dolgoktól, és hogy a palotából kikocsizva szembesült velük. Nem beszél feleségről, gyermekről, sőt arra tett utalást, hogy ekkor még a szüleivel élt: „Később, még mindig fiatalon, fekete hajú fiatal férfiként, áldott fiatalsággal, életem virágjában, bár édesanyám és édesapám másként akarta és könnyeket hullajtott, leborotváltam hajamat és szakállamat, sárga ruhát öltöttem, és elhagyván otthonomat, otthontalanságba távoztam." (Arijaparijészana-szutta 26., A nemes keresés)”…még ifjúkorom virágjában, fejemen fényes fekete hajjal, boldog fiatalság gyönyörét élvezve, férfikorom elején, síró és jajveszékelő szüleim akarata ellenére, hajamat és szakállamat lenyírva, sárga ruhát öltve, otthonomból az otthontalanságba  távoztam…" (Mahászaccsaka-szutta 36., A felébredés története)